# John Ernest Genet
John Ernest Genet, kanadski general, * 1891, † 1976.
Med letoma 1942 in 1945 je bil glavni komunikacijski častnik 1. kanadske armade.